# Astragalus gueldenstaedtiae
Astragalus gueldenstaedtiae är en ärtväxtart som beskrevs av Aleksandr Andrejevitj Bunge. Astragalus gueldenstaedtiae ingår i släktet vedlar, och familjen ärtväxter. Inga underarter finns listade i Catalogue of Life.